# 華國
华国，是西周时期的诸侯国。
周幽王时，史伯对郑桓公提及华国。西周末年，郑国灭华国，改为城邑。春秋战国时期，华邑在今河南省新郑市北，又称华阳城，战国时属于韩国，后来属于魏国，前273年（秦昭襄王三十四年），白起攻打魏国，攻克华阳。
秦人稱華陽君羋戎為華侯。